# Hoshi Sosei
Sosei (素性, 844 – 910?), connu aussi sous le nom de  Harutoshi Yoshimine, est un moine et poète japonais, né aux alentours de l'an 850. Il est le fils de Henjō, que celui-ci aurait eu avant de devenir moine.

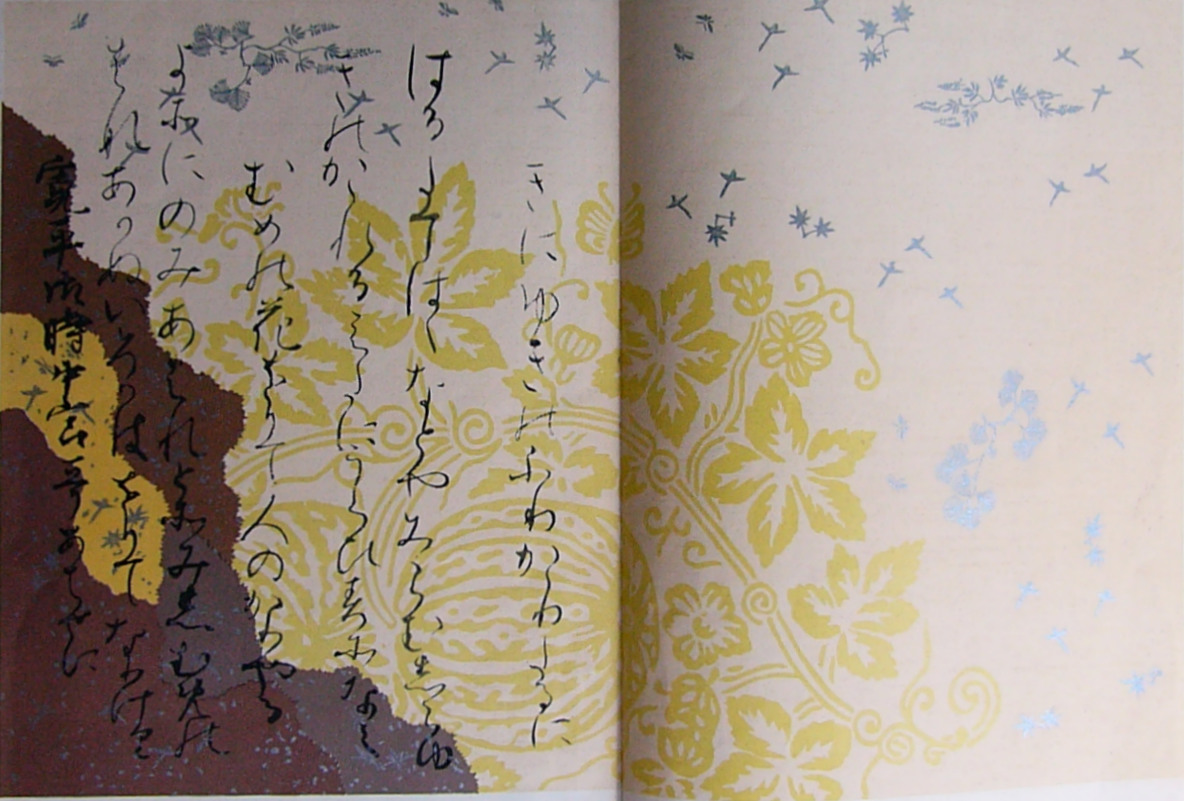
Deux pages des poèmes choisis de Hoshi Sosei - Nishi-Honganji, Kyoto

Il dirigea le monastère de Ryōin-in, à Isono-kami, dans la province de Yamato.
Il est également connu pour ses poèmes waka et fait partie des trente-six grands poètes. Plusieurs de ses poèmes ont été compilés dans les anthologies impériales, dont trente-sept dans le Kokin wakashū. L'un d'entre eux sera repris par Fujiwara no Teika dans son Hyakunin isshu. Une compilation privée de ses poèmes existe également : le Sosei-shū.
Son portrait, réalisé au XVIIe siècle par Shōkadō Shōjō, se trouve au Cleveland Museum of Art.